# Bílá Lhota
Bílá Lhota település Csehországban, a Olomouci járásban. Bílá Lhota Slavětín, Moravičany, Palonín, Medlov, Mladeč, Měrotín, Červenka és Bouzov településekkel határos. Lakosainak száma 1166 fő (2024. január 1.).

## Népesség
A település lakosságának változását az alábbi diagram mutatja:
| Lakosok száma | 1852 | 2004 | 2130 | 1653 | 1295 | 1117 | 1115 | 1137 | 1152 | 1166 |
|               | 1869 | 1890 | 1921 | 1950 | 1980 | 2001 | 2017 | 2019 | 2022 | 2024 |